# ژوزف بوشاردی
ژوزف بوشاردی (به فرانسوی: Joseph Bouchardy) نمایش‌نامه نویس قرن نوزدهم میلادی اهل فرانسه است.